# Krokodilteju

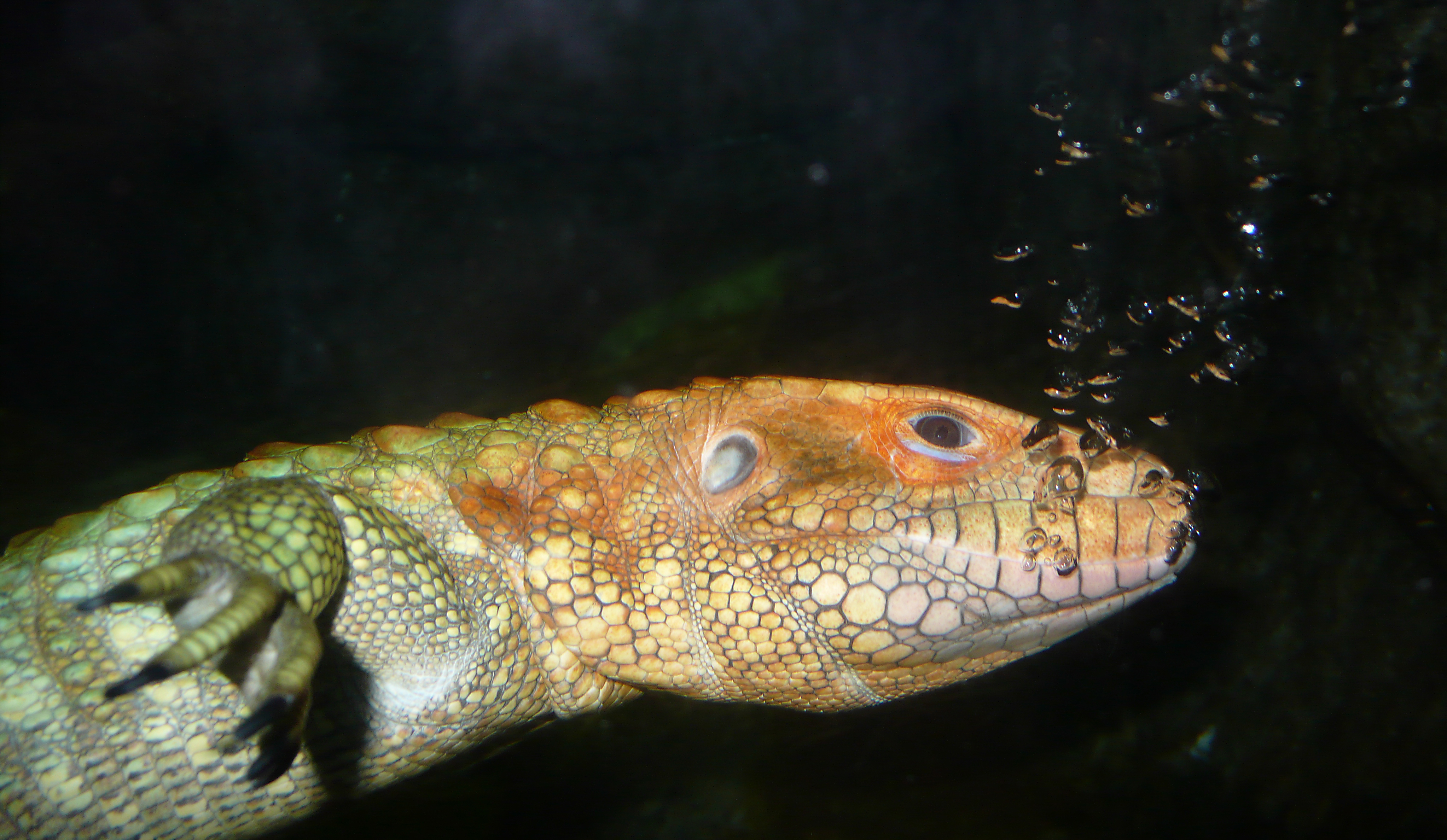
Krokodilteju beim Tauchen unter Wasser

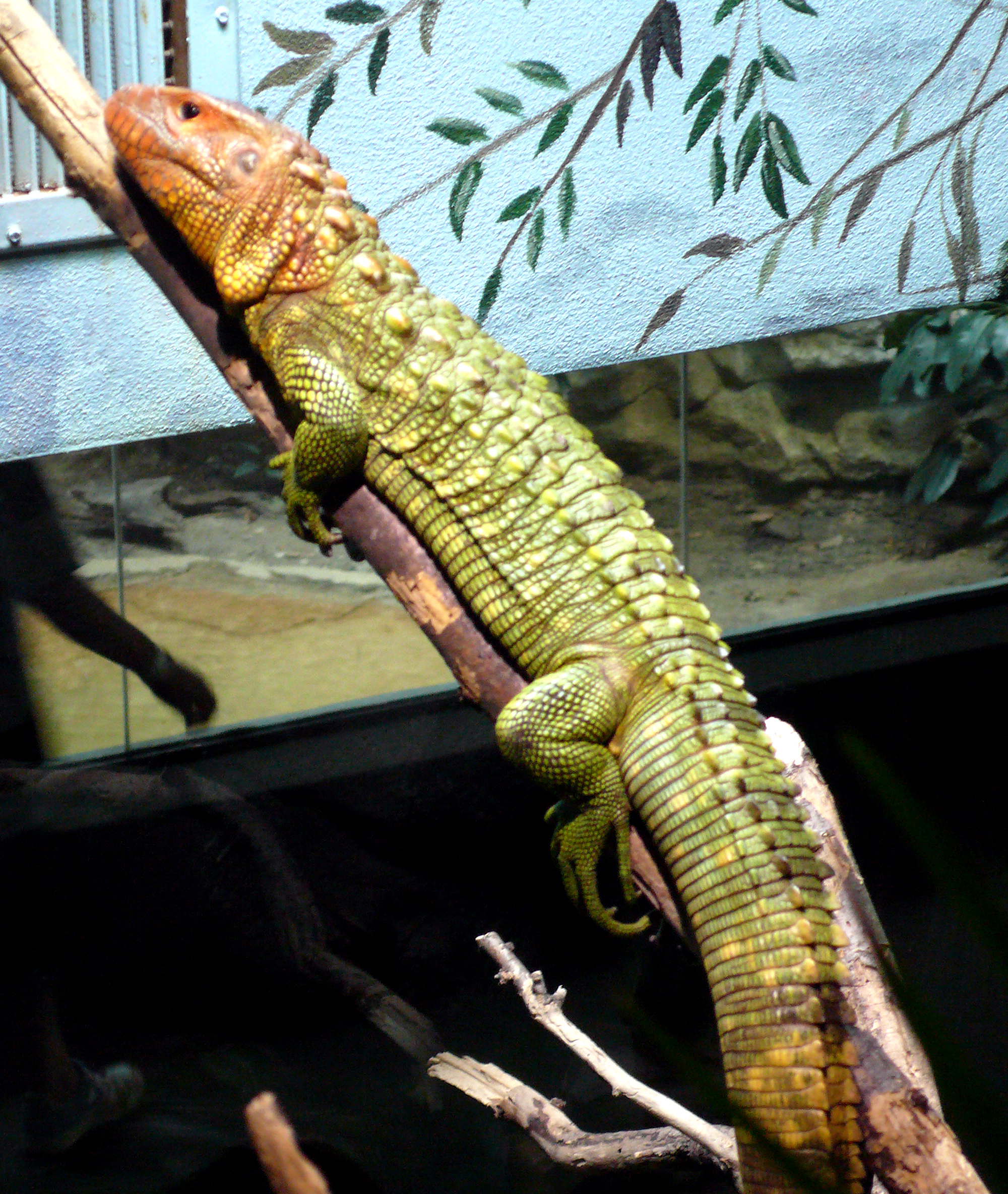
Schuppenkleid des Krokodiltejus

Der Krokodilteju (Dracaena guianensis), auch Panzerteju genannt, ist eine in vegetationsreichen Sumpfgebieten lebende Echse aus dem nordöstlichen Südamerika.

## Körperbau und Aussehen
Ausgewachsene Krokodiltejus erreichen eine Gesamtlänge von bis zu 120 cm. Mit dieser stattlichen Länge gehören sie zu den größten Echsen Südamerikas. Ihr Schuppenkleid ist olivgrün bis dunkelbraun gefärbt. Der Kopfbereich hebt sich durch seine orange bis rotbraune Färbung vom Rumpf ab.
Der Körper des Krokodiltejus ist sehr kräftig und gedrungen gebaut. Aufgrund seines starken Knochenbaus und des massigen Körpers bringt der Krokodilteju ein Gewicht von bis zu 3 Kilogramm auf die Waage. Auf dem Rücken hat der Krokodilteju große, gekielte Schuppen, die von kleineren, körnigen Schuppen umgeben werden. Sein kräftiger muskulöser Schwanz ist seitlich abgeflacht und ermöglicht ihm, seitwärts bewegt, beim Schwimmen einen starken Vortrieb. Zwei Reihen plattenartiger Schuppen auf seiner Oberseite geben ihm im Wasser das Aussehen eines Krodilschwanzes. Wegen dieses auffälligen Merkmals bekam Dracaena guianensis auch den deutschen Trivialnamen Krokodilteju.
Der Krokodilteju frisst fast ausschließlich hartschalige Süßwasserschnecken. Eine komplexe Anpassung an diese Ernährungsweise ist der Bau seiner Kiefer samt der zugehörigen Muskulatur und den Zähnen. Gegenüber seinen Verwandten aus der Unterfamilie Tupinambinae wirkt der Kopf kurz und gedrungen. Die robusten Kieferknochen bieten größere Flächen für die Kiefermuskeln wie den Adductor mandibulae externus. Der Krokodilteju hat mit 28 Zähnen im Oberkiefer und 24 Zähnen im Unterkiefer zwar weniger Zähne als seine Verwandten, diese sind jedoch viel kräftiger gebaut und ähneln den Backenzähnen der Säugetiere.

## Verbreitung
Krokodiltejus sind in den tropischen Regionen im Norden Südamerikas, von Peru über Ecuador und Kolumbien, bis hin nach Guyana, Surinam und Französisch-Guayana verbreitet. Außerdem leben sie auch in den brasilianischen Bundesstaaten Amazonas, Maranhao, Amapa und Acre. Weiter südlich, im Gebiet des Pantanal, lebt die zweite Art der Gattung, Dracaena paraguayensis. Ihre Verbreitungsgebiete überlappen sich nach Angaben der Einheimischen nicht.
Das erste Exemplar eines Krokodiltejus (Dracaena guianensis), das nach Europa geschickt wurde, stammte aus Französisch-Guayana. Nach diesem Exemplar fanden die Erstbeschreibungen des Krokodiltejus in Paris statt. Später kamen Zweifel auf, ob das Tier tatsächlich, wie angegeben, aus der Gegend um Cayenne stammen konnte, da dort jahrzehntelang keine nachweisbaren Sichtungen stattgefunden hatten. Daher wurde der brasilianische Bundesstaat Amapá, von dem Teile nördlich des Rio Araguari früher zu Französisch-Guayana gehört hatten, als Terra typica, also das engere Verbreitungsgebiet des Typusexemplars, angenommen. Ab 1996 wurden jedoch auch wieder im Nordosten Französisch-Guayanas, wo die Stadt Cayenne liegt, zahlreiche Exemplare des Krokodiltejus entdeckt. Seither wird diese Gegend wieder als ursprünglicher Fundort angesehen.

## Lebensraum und Lebensweise

### Lebensraum
Krokodiltejus leben vorwiegend auf dem Boden. Um einen geeigneten Schlafplatz für die Nacht zu finden, klettern sie auch auf Ufergebüsche und niedrige Bäume. Die am häufigsten bewohnten Lebensräume sind einerseits Sumpfgebiete, andererseits auch der gewässerreiche tropische Regenwald. Bei Gefahr lassen sich die Krokodiltejus oft direkt von ihrem Ansitz ins Wasser fallen.
Der Krokodilteju verbringt die meiste Zeit des Tages im oder am Wasser, man spricht von einer semiaquatischen Lebensweise. An die wasserreichen Habitate hat sich auch sein Körper im Laufe der Evolution angepasst. Der lange, seitlich abgeflachte Schwanz dient ihm beim Schwimmen als Steuer und Antrieb, ähnlich wie bei den Krokodilen. Darüber hinaus besitzt er ein durchsichtiges sogenanntes drittes Augenlid, welches er unter Wasser zuklappen kann.

### Ernährung
Tagsüber gehen die Krokodiltejus auf die Jagd nach Süßwasserschnecken. Sie ernähren sich fast ausschließlich von Apfelschnecken, hauptsächlich aus der Gattung Pomacea, deren Gehäuse sie mit ihren kräftigen Kiefern mühelos aufbrechen können. Ausgewachsene Männchen fressen pro Tag etwa 20–30 Apfelschnecken. Diese im Lebensraum der Krokodiltejus häufigen Lungenschnecken legen ihre Eier außerhalb des Wassers auf Pflanzen ab und sind daher sowohl im Gewässer selbst, als auch an der Wasseroberfläche anzutreffen. Die Krokodiltejus bewegen sich langsam auf dem Boden der flachen Gewässer vorwärts und suchen sowohl im Schlick, als auch an der Wasseroberfläche nach Nahrung. Diese nehmen sie mit Hilfe ihrer gespaltenen Zunge auf, lassen sie durch eine Kopfbewegung in den hinteren Rachenraum rutschen und knacken die Gehäuse mit ihren starken, abgeplatteten Zähnen, die in kräftigen Kiefern gut verankert sind. Die Schalen werden von den Tieren wieder ausgespuckt.

### Fortpflanzung und Nachzucht
Die Weibchen legen wenige, bis zu etwa siebeneinhalb Zentimeter lange Eier oft in die Nester von Baumtermiten oder in einfache Löcher an der Uferböschung. Die Gelege umfassen durchschnittlich sechs Eier, aus denen die Jungen nach fünf bis sechs Monaten schlüpfen. Bei der ersten Nachzucht im Tiergarten Schönbrunn in Wien dauerte es 167 Tage, bis das erste Jungtier das Ei im Brutapparat verließ. Es hatte eine Länge von rund 20 Zentimetern. Zuvor war in Europa nur im Prager Zoo eine Nachzucht im Jahr 1998 gelungen.
Die Lebenserwartung des Krokodiltejus liegt bei 10–30 Jahren.

### Fressfeinde
Jungtiere sind nach dem Schlüpfen sofort unabhängig von der Mutter. Es gibt nur wenige natürliche Feinde der ausgewachsenen Krokodiltejus, beispielsweise Jaguare, Anakondas, Kaimane und Krokodile. Die Jungtiere haben jedoch weitaus mehr Fressfeinde, darunter andere Echsen, Schlangen oder Greifvögel.

## Gefährdung
Früher wurde der Krokodilteju wegen seiner dem Krokodilleder ähnlichen Haut bejagt. In den 10 Jahren von 1981 bis 1990 wurden allein aus Suriname und Guyana mindestens 58.000 Häute exportiert, ab 1991 fanden keine registrierten Exporte mehr statt. 2015 kamen jährlich rund 600 Tiere aus Peru in den Lebendtierhandel. Seit dem Jahr 1998 gelangen auch in Europa regelmäßig Nachzuchten in Zoos. Der Mensch stellt darüber hinaus eine Bedrohung für die Tiere dar, weil er den Regenwald abholzt und die Sümpfe trocken legt, um sie zu bewirtschaften. Von Seiten der IUCN liegen nicht genügend Daten vor, um den Status der Gefährdung einschätzen zu können.

## Systematik und Taxonomie
Der Krokodilteju wurde bereits im Jahr 1788 von dem französischen Naturforscher Bernard Germain Lacépède nach einem Einzelexemplar aus dem Naturhistorischen Museum in Paris unter dem Namen Lacerta dracaena beschrieben. Dieser Name war aber bereits 1758 von Carl von Linné für eine Art der Warane vergeben worden und daher nicht mehr für den Teju verfügbar. Daher wurde dieser von François-Marie Daudin nochmals nach demselben Museumsexemplar beschrieben, das laut Beschriftung aus Cayenne, Französisch-Guyana, stammte. Der von Daudin gewählte Name Dracaena guianensis ist bis heute gültig. In Daudins achtbändigem Werk Histoire Naturelle, Générale et Particulière des Reptiles sind die Erscheinungsjahre nach dem französischen Revolutionskalender datiert, der in Frankreich von 1792 bis 1805 galt. Das zehnte Jahr, das für den zweiten Band von Daudins Werk angegeben wird, dauerte vom 23. September 1801 bis zum 22. September 1802. Von vielen nachfolgenden Naturwissenschaftlern wurde das Jahr 1802 für die gültige Erstbeschreibung durch Daudin angegeben. Daudin präsentierte die ersten beiden Bände seiner Histoire Naturelle, Générale et Particulière des Reptiles jedoch schon am 17. Dezember 1801 vor den Mitgliedern der Französischen Akademie der Wissenschaften.
Zur Gattung Dracaena gehört neben dem  Krokodilteju nur noch die Schwesterart Dracaena paraguayensis. Nach neuestem Stand existieren keine Unterarten von Dracaena guianensis.